# پولیتس (زاکسن-آنهالت)
پولیتس (به آلمانی: Pollitz) یک منطقهٔ مسکونی در آلمان است که در الاند، سکسونی-انهالت واقع شده‌است. پولیتس ۲۹۲ نفر جمعیت دارد.